# Nathan Adrian (cestista)
Nathan Joseph Adrian (Morgantown, 21 marzo 1995) è un cestista statunitense.

## Carriera
È un prodotto della West Virginia University, istituto con sede presso la sua città natale. Arrivato all'ateneo nel 2013 come "stretch four", ovvero un'ala grande in grado di tirare più lontano dal canestro rispetto ad un'ala grande convenzionale, nel corso del suo secondo anno dovette fare i conti con una dolorosa cisti al polso destro che impattò sulle sue percentuali da tre punti, che scesero dal 35,8% del 2013-2014 al 17,7% del 2014-2015. Durante questo periodo sviluppò quindi altre parti del suo gioco. Superato il problema fisico, nel terzo anno tirò da tre con il 40,7%. Al termine della sua quarta e ultima stagione con i Mountaineers, Adrian venne inserito nel terzo miglior quintetto e nel primo quintetto difensivo ideale della Big 12 Conference di quell'anno.
Successivamente rimase lontano dai campi per due anni per stare vicino ai problemi di salute del padre. Dopo il biennio di inattività, la sua carriera post-universitaria cominciò dunque dalla terza serie francese, al Bordeaux, dove nel 2019-2020 viaggiò a 17,3 punti e 7,7 rimbalzi di media. Nel 2020-2021 approdò nel massimo campionato ucraino all'MBK Mykolaïv, dove, con 17,9 punti e 7,9 rimbalzi a partita, confermò le cifre della precedente annata in Francia.
Nel luglio 2021 Adrian firmò un contratto biennale con la New Basket Brindisi, società con cui disputò la Serie A 2021-2022. Nei 26,7 minuti concessigli da coach Francesco Vitucci in 24 partite di regular season, realizzò 8,8 punti e catturò 4,9 rimbalzi. Quell'anno la formazione pugliese fu anche impegnata in Basketball Champions League, competizione in cui Adrian totalizzò numeri simili a quelli messi a segno nel campionato italiano. A fine stagione, la dirigenza biancoblu esercitò la clausola d'uscita prevista dal contratto.
L'11 agosto 2022 venne annunciato come nuovo giocatore della Pallacanestro Forlì 2.015, club partecipante al campionato di Serie A2 2022-2023. Il suo apporto contribuì a far raggiungere alla squadra forlivese il primo posto in classifica sia al termine della prima fase (con i suoi 15,7 punti e 6,7 rimbalzi) che al termine della fase a orologio (18 punti e 6,5 rimbalzi con il 42% da tre). Il cammino dei romagnoli arrivò fino alle finali play-off, dove fu però la Vanoli Cremona ad ottenere la promozione. A livello individuale, Adrian ricevette il premio di miglior giocatore straniero del campionato.